# Igreja Católica na Guiana Francesa
A Igreja Católica na Guiana Francesa é parte da Igreja Católica universal, em comunhão com a liderança espiritual do Papa, em Roma, e da Santa Sé.

## História

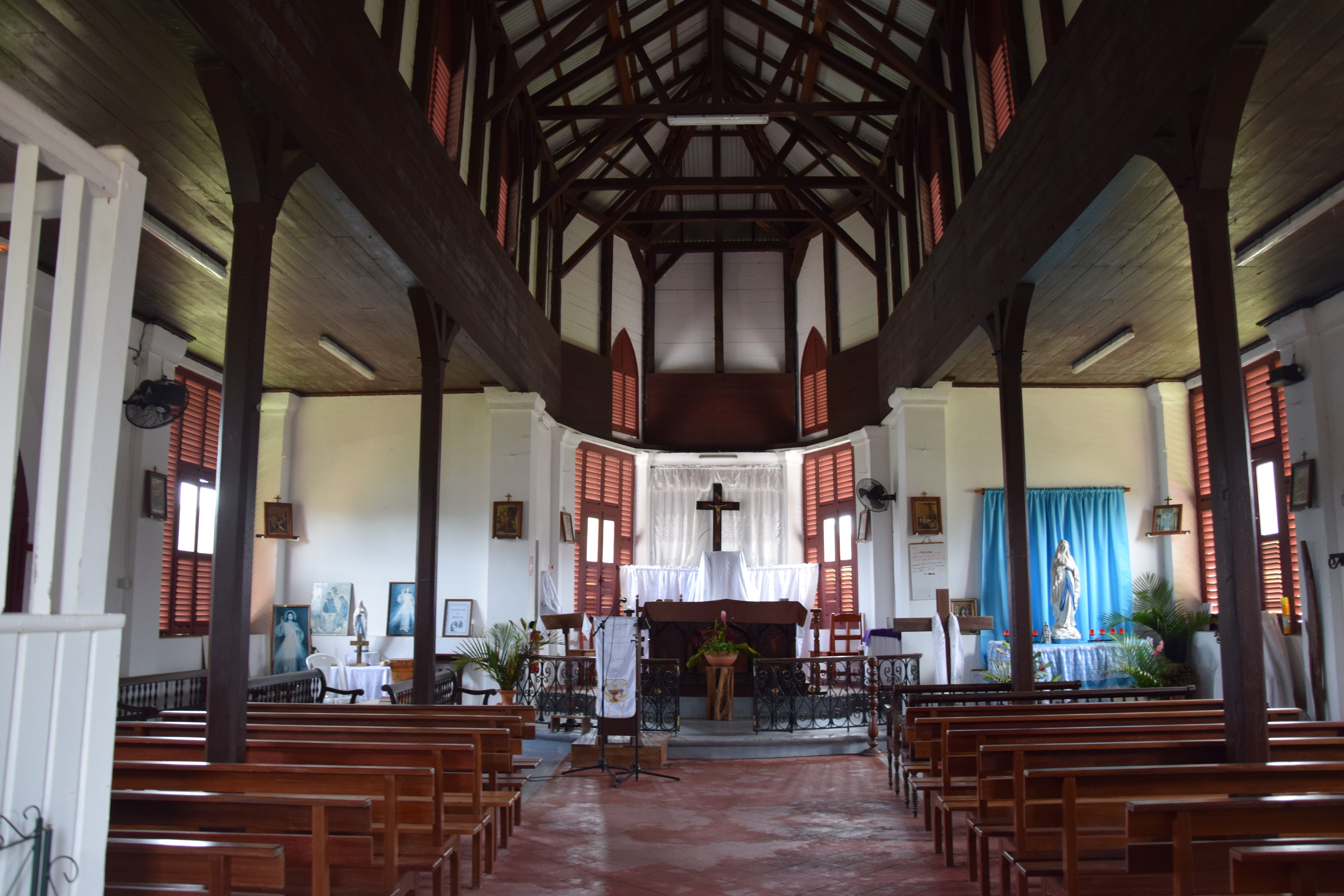
Interior da igreja de São João Batista, em Montsinéry.

O Tratado de Tordesilhas, estabelecido em 1494, deu o atual território da Guiana Francesa a Portugal. Entretanto, não houve sucesso na conversão dos indígenas nativos até o século XVII. Apenas em 1636 o catolicismo se tornou a religião oficial da colônia, e a principal praticada entre os imigrantes. e logo depois se tornou a religião principal. Esforços foram feitos para converter a população indígena e a maioria dos imigrantes era de origem católica. Frades dominicanos chegavam para os trabalhos missionários junto com os colonos da Companhia Francesa das Índias Orientais. Os capuchinhos os sucederam e também passaram a chegar à colônia.
A partir de 1666, os jesuítas também chegaram para catequisar os escravos negros e os indígenas. Em destaque há o padre De Creuilly, que passou 33 anos na missão, de 1685 a 1718, viajando de barco ao longo de toda a costa pregando aos nativos. Outros jesuítas fundaram assentamentos de ameríndios convertidos, baseados nas reduções fundadas no Paraguai. As missões jesuítas de Caiena continuaram até a supressão da Companhia de Jesus, que expulsou os jesuítas de Portugal, Espanha, França e de todas as suas colônias, em 1768.
A Revolução Francesa limitou os esforços do clero secular para continuar o trabalho que os jesuítas tinham começado em Caiena.
Em 1731 foi fundada a Prefeitura Apostólica da Guiana Francesa–Caiena. Em 10 de janeiro de 1933 foi elevada a Vicariato Apostólico da Guiana Francesa–Caiena pelo Papa Pio XI, e a Diocese em 29 de fevereiro de 1956 por Pio XII. Os primeiros bispos de Caiena pertenciam à Congregação do Espírito Santo.
Em 1900, havia cerca de 20 mil católicos, 27 igrejas e capelas, 22 padres e cinco escolas com cerca de 900 alunos. As Irmãs Hospitalárias de São Paulo administravam o hospital de Caiena entre 1818 e 1900. A missão foi palco das obras heroicas da freira Anne-Marie Javouhey. Já em 1972, a população católica era de 42.062 pessoas, distribuídos em 21 paróquias e 15 quase-paróquias, sete padres diocesanos e 21 padres de ordens. As autoridades da igreja levaram muito tempo para criar paróquias especialmente voltadas para indígenas e nenhum nativo franco-guianense foi ordenado sacerdote até 1971.

## Atualmente

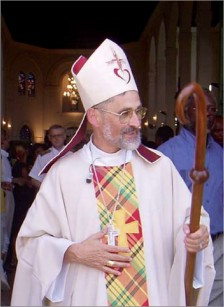
Emmanuel Lafont, ex-bispo de Caiena, acusado de abuso sexual, improbidade administrativa e descuido pastoral.

A Diocese de Caiena já vinha sendo apresentando problemas para a Igreja Católica francesa, já que o bispo antecessor de Ransay, Dom Emmanuel Lafont, foi confinado em um mosteiro francês, após serem apresentadas denúncias contra ele de manter relações sexuais com dois homens e de cometer assédio moral contra uma mulher na Guiana Francesa. O antigo bispo também é acusado de exigir sexo em troca de favores na igreja, como por exemplo, de um jovem haitiano em situação irregular na Guiana Francesa, que teria sido chantageado pelo bispo de oferecer-lhe abrigo em troca de sexo. Isso foi o estopim de várias outras acusações anteriores, que fez com que o bispo renunciasse ao cargo. Sua reputação já vinha tão manchada na diocese que fiéis chegaram a trocar fechaduras das paróquias para evitar a realização de sua missa de despedida, a qual também sofreu boicote de vários padres. Embora as paróquias da diocese recebessem cartas anônimas rotineiramente denunciando seu suposto comportamento imoral, Dom Lafont decidiu confrontar os padres que o denunciaram ao núncio papal dos países e territórios do Caribe, convocando todos os sacerdotes da diocese para uma reunião no final de 2008. "Foi um momento acalorado. O bispo se defendeu ponto a ponto", lembrou João Silvino, um missionário brasileiro que acabou retornando ao seu país. "Um dos padres pediu desculpas na frente de todos, mas os outros não recuaram. Lafont insistiu que não estava escondendo nada. Ele tocava como um mestre", recordou o sacerdote. Os padres que escreveram ao núncio em 2008 se recusam a falar sobre o ocorrido. Com o aumento da desconfiança dos fiéis, outros padres foram acusados de comportamento sexualmente reprovável na diocese. Um sacerdote está sob investigação por acusação de estuprar uma menor de 15 anos. Outro padre foi amarrado e roubado por uma gangue em 2014, por supostamente ter tido um programa com uma prostituta. Um professor aposentado que é fiel católico franco-guianense afirmou: "Estamos devastados pela atmosfera atual: as divisões dentro das comunidades, os mal-entendidos entre padres guianenses e não guianenses e a saída dos fiéis da Igreja Católica". A crise de confiança é profunda. Várias pessoas na Guiana Francesa que eram católicas convictas acabaram indo para outras denominações cristãs. "Desde a chegada do Bispo Lafont, tenho visto a diocese deteriorar-se espiritualmente. Muitos católicos juntaram-se aos evangélicos, que estão crescendo rapidamente aqui", disse Romaine Assard, diretora da Rádio Saint-Gabriel, a estação de rádio católica local.
Em maio de 2023, o bispo de Caiena, Alain Ransay, expulsou de sua diocese os 13 missionários oblatos de Maria Imaculada. Ele afirmou que o motivo da expulsão dos missionários do país foi a "deslealdade", como prática de vodu, fraude, uso de drogas e pelo menos um caso de abuso sexual. Ainda que presentes no território há 46, os oblatos aceitaram a expulsão, mesmo afirmando que as acusações são inverídicas. Houve protestos e um abaixo-assinado dos fiéis em defesa dos missionários.

### Denúncias de assimilação forçada
O lançamento do livro Allons enfants de la Guyane trouxe denúncias de assimilação forçada da cultura cristã por crianças indígenas e negras na colonização, especialmente nos colégios residenciais a que muitos foram submetidos a partir da década de 1930. A frase usada na época que ficou conhecida nas acusações foi que "É necessário matar o índio para salvar o homem". O sistema educacional foi criado em 1935 e aprovado pelo Estado em 1949. Relatos de ex-internos dessas escolas, afirmam que muitos foram arrancados de suas famílias e levados às escolas residenciais, que tinham de curvar-se perante os religiosos, que seu cabelo era raspado como no exército, enquanto que para sua cultura era motivo de orgulho e espiritualidade. "Fomos desacreditados e humilhados o tempo todo. É muito difícil falar sobre o que vivemos". Dos relatos, o principal era o impedimento do uso de suas línguas nativas, consideradas pagãs. Denúncias parecidas ocorreram em países como o Canadá.

## Organização territorial

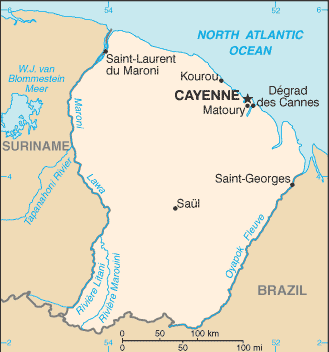
A Diocese de Caiena abrange todo o território franco-guianense

A Igreja Católica está presente na Guiana Francesa com apenas uma circunscrição eclesiástica, de rito romano, a Diocese de Caiena, que abrange toda a área do território.

## Conferência Episcopal
A reunião dos bispos da região dos pequenos países e territórios do Caribe constitui a Conferência Episcopal das Antilhas, que foi criada em 1958.